# Leslie Wormald
Leslie Graham Wormald, född 19 augusti 1890 i Maidenhead, död 10 juli 1965 i Knightsbridge, var en brittisk roddare.
Wormald blev olympisk guldmedaljör i åtta med styrman vid sommarspelen 1912 i Stockholm.